# کوه زلاتار
کوه زلاتار (به صربی: Zlatar) یک کوه در صربستان است که در Southwestern Serbia واقع شده‌است. کوه زلاتار ۱٬۶۲۷ متر بالاتر از سطح دریا واقع شده‌است.